# Lindsey Stirling (album)
| Recensione | Giudizio |
| ---------- | -------- |
| AllMusic   | positivo |

Lindsey Stirling è il primo album in studio in studio della violinista e compositrice statunitense omonima, pubblicato il 18 settembre 2012.

## Il disco
La musicista, dopo la sua partecipazione ad America's Got Talent e la pubblicazione dei suoi video su YouTube, si è fatta apprezzare per le sue cover. Questo album, realizzato nell'arco di circa un anno e mezzo, è tuttavia costituito interamente da composizioni originali.
Alcuni brani appaiono negli EP pubblicato nel 2010 e intitolato Lindsey Stomp.

## Singoli
Il singolo di lancio è stato Crystallize, pubblicato il 18 settembre 2012. Il brano ha venduto oltre 500 000 copie negli USA e il relativo videoclip (girato tra i ghiacciai di Silverthorne) conta più di 262 milioni di visualizzazioni su YouTube.

## Successo commerciale
L'album ha venduto oltre 850 000 copie. 
Negli Stati Uniti il disco ha raggiunto la posizione #23 della Billboard 200 e ha raggiunto curiosamente la prima posizione sia nella classifica Classical Albums (dedicata alla musica classica) che nella classifica Dance/Electronic Albums (dedicata alla musica elettronica). 
In Europa il disco ha riscosso molto successo in Austria (primo per 2 settimane), Germania (quarta posizione), Svizzera (quinta posizione), Polonia (decima posizione) e Francia.

## Tracce
1. Electric Daisy Violin – 3:15
2. Zi-Zi's Journey – 3:16
3. Crystallize – 4:18
4. Song of the Caged Bird – 3:05
5. Moon Trance – 3:55
6. Minimal Beat – 3:35
7. Transcendence – 3:45
8. Elements – 4:07
9. Shadows – 3:43
10. Spontaneous Me – 3:29
11. Anti Gravity – 3:56
12. Stars Align – 4:47

## Classifiche
| Classifica (2012–2014) | Posizione raggiunta |
| ---------------------- | ------------------- |
| Australia              | 53                  |
| Austria                | 1                   |
| Germania               | 4                   |
| Polonia                | 10                  |
| Svizzera               | 5                   |
| Stati Uniti            | 23                  |